# ستوولینکی
ستوولینکی (به لاتین: Stvolínky) یک منطقهٔ مسکونی در جمهوری چک است که در ناحیه تشسکا لیپا واقع شده‌است.